# 反帝民族民主戰線
反帝民族民主战線（韓語：반제민족민주전선），简称反帝民战（韓語：반제민전），是大韩民国的地下政治組織，由亲朝鲜的人士組成。该组织的历史可追溯至1969年8月25日成立的統一革命黨（韓語：통일혁명당）。1985年7月27日，韓國民族民主战線（韓語：한국민족민주전선）成立。卢武铉时期，该组织判断朝鲜半岛形势后认为北南关系趋向缓和、南朝鲜的最大任务是驱逐帝国主义势力，于是2005年3月23日起改为現稱。
該組織接受朝鲜前领导人金日成創立的主體思想指導，其目標是在南方進行“人民革命”，消除駐韓美軍，以實現朝鲜半島的獨立和國家統一。
该组织曾办有地下电台“救国之声”，使用朝鲜的发射站进行广播，2003年停播。
根據南韓《國家保安法》，該組織被認定為非法並遭到镇压，但仍有密度不小的地下活動。同時其在朝鮮平壤和日本分別設有分部。